# 贝赫纳姆·亚赫恰利
贝赫纳姆·亚赫恰利（波斯語：‎，1995年7月12日—），生于沙赫爾庫爾德，伊朗男子篮球运动员，2014年亚洲运动会男子篮球银牌得主、2018年亚洲运动会男子篮球银牌得主。
2019年7月31日，中国男子篮球职业联赛南京大圣宣布簽下亞洲外籍球員亚赫恰利。11月25日，南京大圣先使用哈米德·哈达迪替換盖尔雄·亚布塞莱，再使用盖尔雄·亚布塞莱替換掉亚赫恰利。12月25日，亚赫恰利替換哈米德·哈达迪。2020年1月2日，哈米德·哈达迪替換受傷的亚赫恰利。亚赫恰利共代表南京大圣出賽11場，場均表現為16.1分、5.2籃板、3.2助攻。之後亚赫恰利替戈尔甘市出賽四場。6月24日，羅斯托克海狼宣布將與亚赫恰利簽約。2021年6月22日，中央德國宣布與亚赫恰利簽下兩年合約。2022年9月3日，中央德國宣布終止與亚赫恰利的合約。9月20日，亚赫恰利加入戈尔甘市。2023年7月15日，亚赫恰利與特里爾角斗士簽下兩年合約。

## 外部連結
- 贝赫纳姆·亚赫恰利在fiba.basketball（英语）
- 贝赫纳姆·亚赫恰利在archive.fiba.com（archived）（英语）
- 贝赫纳姆·亚赫恰利在德國籃球甲級聯賽（德语）
- 贝赫纳姆·亚赫恰利在Basketball-Reference.com（國際）（英语）
- 贝赫纳姆·亚赫恰利在Eurobasket.com（球員）（英语）
- 贝赫纳姆·亚赫恰利在RealGM（英语）
- 贝赫纳姆·亚赫恰利在Proballers（英语）
- 贝赫纳姆·亚赫恰利在中国篮球数据库（新浪网）
- 贝赫纳姆·亚赫恰利在Olympedia（英语）
- 贝赫纳姆·亚赫恰利在Flashscore（英语）
- 贝赫纳姆·亚赫恰利在Flashscore（英语）